# Herbert Paul Grice
Herbert Paul Grice (auch Paul Grice und Herbert Grice; * 13. März 1913 in Birmingham, England; † 28. August 1988 in Berkeley, USA) war ein englischer Philosoph. Er ist vor allem bekannt geworden für seine Arbeiten in der Sprachphilosophie, insbesondere für seine Analyse der Sprecherbedeutung und die Entwicklung der Begriffe der konversationellen Implikatur. Größere Bekanntheit erfuhren seine Konversationsmaximen und das Kooperationsprinzip. Grice gehört neben Austin, Ryle und Strawson zu den bedeutendsten Vertretern der Philosophie der normalen Sprache (ordinary language philosophy).

## Leben
Herbert Paul Grice war der erste Sohn von Herbert und Mabel Grice, die der gehobenen Mittelklasse entstammten. Er wuchs in Harborne auf, einem wohlhabenden Vorort von Birmingham. Im Alter von 13 Jahren ging er an das Clifton College in Bristol. Im Jahre 1931 verließ er die Schule mit einem Stipendium für das
Corpus Christi College in Oxford. Grice studierte dort klassische Literatur und Philosophie. Im Jahre 1935 schloss er seine Undergraduate-Studien ab und  ging für ein Jahr als Lehrer an eine öffentliche Schule in Rossall (Lancashire). Danach kehrte er an das Corpus Christi College in Oxford zurück und beendete im Jahre 1939 sein Studium mit dem Masterabschluss. Im gleichen Jahr erhielt er eine Anstellung als Dozent am St John’s College in Oxford, wo er bis 1967 lehrte. Seine Lehrtätigkeit wurde durch den Zweiten Weltkrieg unterbrochen, in dem er als Sub-Lieutenant in der Royal Naval Volunteer Reserve diente. Nach dem Krieg erlangte Grice in England und den Vereinigten Staaten schnell große Bekanntheit. 1966 wurde er zum Mitglied der British Academy gewählt. Im Jahre 1967 hielt er die bekannten William James Lectures an der Harvard University und wechselte noch im selben Jahr an die University of California, Berkeley. Im Jahre 1975 wurde er dort ordentlicher Professor; 1979 trat er in den Ruhestand, hielt aber bis 1986 weiterhin Vorlesungen. Grice war von 1974 bis 1975 Präsident der Pazifik-Division der American Philosophical Association. Gastprofessuren führten ihn an die Harvard University, Brandeis University, Stanford University, Cornell University und an die University of Washington. 1983 wurde er in die American Academy of Arts and Sciences gewählt.

## Werk
Grice veröffentlichte nur wenige Arbeiten, die meisten darunter sind der Sprachphilosophie zuzurechnen. Die Aufsatzsammlung Studies in the Way of Words, seine einzige Buchveröffentlichung, enthält die wichtigsten Arbeiten zur Bedeutungstheorie, darunter insbesondere die William James-Vorlesungen aus dem Jahre 1967.

### Analyse der Sprecherbedeutung
Grices Ansatz besteht in einer intentionsbasierten Theorie der Bedeutung von Sprache. Er erklärt sprachliche Bedeutung – entgegen einer unter Linguisten weit verbreiteten Ansicht – ohne Rekurs auf einen Code oder Konventionen.
Als ein Ergebnis unter anderem dieser Ideen bewegte sich in den 1970er und 1980er Jahren der Fokus der philosophischen Debatte über die Natur der Bedeutung von einer linguistischen Repräsentation hin zu einer mentalen Repräsentation.

### Implikaturtheorie
Für die Sprachwissenschaft, insbesondere für die linguistische Pragmatik, war Grice bahnbrechend. Seine Unterscheidung zwischen Implikatur und wörtlicher Bedeutung wurde von der Pragmatik aufgenommen. Grices Arbeit und im Besonderen der Begriff der Sprecherbedeutung wurde zur Basis für eine Trennung von Semantik und Pragmatik.
Seine Beiträge zur Bedeutungstheorie wurden nach seinem Tod in Studies in the Way of Words (1989) gesammelt veröffentlicht, dabei wurden teilweise auch bereits zuvor einzeln erschienene Aufsätze in die Sammlung aufgenommen.

## Veröffentlichungen (Auswahl)
Zentrale Aufsätze
- mit Peter Strawson: In Defense of a Dogma. In: Philosophical Review. 1956.
- Meaning. In: The Philosophical Review. Band 66, 1957, S. 377–388 (PDF-Datei; 0,22 MB).
- Utterer’s Meaning, Sentence-Meaning and Word-Meaning. In: Foundations of Language. Band 4, 1968, S. 225–242.
- Utterer’s Meaning and Intentions. In: Philosophical Review. Band 78, 1969, S. 147–177.
- Vacuous Names. In: D. Davidson, J. Hintikka (Hrsg.): Words and Objections. 1969, S. 118–145.
- Logic and Conversation. In: P. Cole, J. Morgan (Hrsg.): Syntax and Semantics. Band 3, 1975, S. 41–58.
- Meaning Revisited. In: N. V. Smith (Hrsg.): Mutual Knowledge. 1982, S. 223–243.
- The Causal Theory of Perception. In: Proceedings of the Aristotelian Society. 1961 (PDF-Datei; 2,02 MB).
- mit Judith Baker: Davidson on ‘Weakness of the Will’. In: Bruce Vermazen & Merrill B. Hintikka (Hrsg.): Essays on Davidson: Actions and Events. Oxford University Press, 1985, S. 27–49.

Sammelband
- Studies in the Way of Words. Harvard University Press, Cambridge 1989.

Monographien
- The Conception of Value. 1991, herausgegeben von Judith Baker.
- Aspects of Reason. 2001.

## Ausgaben
- Georg Meggle (Hrsg.): Handlung, Kommunikation, Bedeutung. Suhrkamp, Frankfurt am Main 1993. (Grices wichtigste Aufsätze in deutscher Übersetzung zusammen mit Aufsätzen von anderen Philosophen)